# Meteosat
Meteosat, kurz für englisch Meteorological satellite, ist eine Konstellation von geosynchronen europäischen Wettersatelliten. Die Satelliten wurden in enger Zusammenarbeit mit der ESA entwickelt und werden von der europäischen Organisation Eumetsat betrieben.
Seit Inbetriebnahme des ersten Satelliten im Jahr 1977 liefert Meteosat Wetterinformationen für die um den Nullmeridian liegenden Regionen der Erde. Die verwendete geosynchrone Position bei 0° geographischer Länge und in rund 36.000 km Höhe annähernd über dem Äquator ist für die Wetterbeobachtung über Afrika, dem östlichen Atlantik und Südeuropa optimal.
Meteosat-Daten werden auch über das europäische Copernicus-System bereitgestellt.

## Aktive Satelliten
- Meteosat-12 ist ein Satellit der dritten Generation und hat am 4. Dezember 2024 seinen Dienst aufgenommen.[1]
- Meteosat-11 befindet sich nahezu geostationär an der Position 9,5°O über dem Äquator, von wo er einen RSS (Rapid Speed Scan) durchführt und Informationen über den nördlichen Teil Afrikas und größtenteils Europa liefert. Er wurde Ende 2017 aktiviert und liefert seit 2018 Daten.[2]
- Meteosat-10 bewegt sich an der Hauptposition 0° über dem Äquator und schließt einen FES (Full Earth Scan) innerhalb 15 Minuten ab. Er führt seit Ende 2012 alle normalen Meteosat-Aufgaben durch.[2]
- Meteosat-9 bewegte sich seit dem Betrieb bei ca. 45,5°O unter dem Äquator und beobachtet den Indischen Ozean – IODC (Indian Ocean Data Coverage).[2]

Die Satelliten der ersten Generation sind inzwischen alle außer Betrieb.

## Meteosat (erste Generation) – Technik und Daten

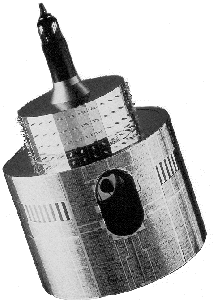
Meteosat (1. Generation)

Das Radiometer an Bord ist der zentrale Kern eines jeden Meteosat-Satelliten. Es lieferte die eigentlichen Messwerte des Meteosat-Systems in Form von Strahldichten vom sichtbaren und infraroten Bereich des elektromagnetischen Spektrums.
Die Satelliten der ersten Generation verfügten über ein Radiometer als Kernkomponente, welches in drei Spektralbändern (oder Kanälen) misst:
- Kanal 1: 0,45 bis 1,0 µm – Das sichtbare Band (visible – VIS) wurde tagsüber mit zwei Radiometern (VIS1, VIS2) zur visuellen Betrachtung verwendet.
- Kanal 2: 5,7 bis 7,1 µm – Das Wasserdampf-Absorptionsband (water vapour – WV) wurde zur Bestimmung des Wasserdampfgehaltes in der mittleren Atmosphäre verwendet.
- Kanal 3: 10,5 bis 12,5 µm – Das thermische Infrarotband (infrared – IR) wurde zur Bestimmung der Temperatur von Wolken-, Land- und Meeresoberflächen verwendet.

Meteosat-1 bis -7 lieferten jede halbe Stunde Bilder, die in einer SSP-Auflösung (SSP für Sub Satellite Point) von 5 km (WV und IR) und 2,5 km (VIS) gescannt wurden. Diese Bilddaten wurden in weniger als fünf Minuten am Boden bearbeitet und anschließend in digitaler Form an Abnehmer weltweit verschickt. Zu diesen Kunden gehört auch der Deutsche Wetterdienst (DWD) in Offenbach am Main.
Der Feststoff-Apogäumsmotor dieser Satelliten war unter ihnen angebracht und wurde nach dem Einschuss in den GEO abgeworfen, wodurch das Kühlsystem des Radiometers freigelegt wurde. Zur Stabilisierung drehten sich 100-mal pro Minute um die Längsachse. Dabei tastete das Radiometer die Erde zeilenweise ab. Die von der Erde und den Wolken zurückgelieferte Strahlung wurde über ein kompliziertes Spiegelsystem erfasst, digitalisiert und zur primären Empfangsstation nach Fucino in Italien gefunkt. Von dort wurden die Daten zum Kontrollzentrum nach Darmstadt weitergeleitet.
Die Abtastung begann mit dem Südpol und endete 25 Minuten später am Nordpol. In den folgenden 2,5 Minuten wurde das Spiegelsystem in die Startposition zurückgedreht, 2,5 Minuten blieb der Satellit im Standby, so dass jede halbe Stunde ein komplettes Bild dieser Region der Erde (Full Earth Scan – FES) generiert wurde. Daneben war auch ein nur Europa zeigender Ausschnitt möglich, dies aber dafür alle zehn Minuten (Rapid Scan Service – RSS).
Die Rohdaten dieser Bilder enthalten 2500 × 2500 Pixel (FES) bzw. 2500 × 864 Pixel (RSS). Die Rohdaten konnten ohne Lizenzschlüssel nicht direkt verwendet werden. EUMETSAT korrigierte diese Bilder erst und sendete sie dann frei verfügbar über EUMETCast und das Internet an die Kunden.
Der letzte aktive Satellit der 1. Meteosatgeneration stand über dem Indischen Ozean. Meteosat-7 stand auf 57° Ost und lieferte Bilder über die Regionen um den 63. östlichen Längengrad (Ostafrika, westlicher Indischer Ozean, Mittelasien) als Ersatz für die dort ursprünglich positionierten Insat-Satelliten. Zusätzlich empfing er Meldungen des Tsunami-Warnsystems und leitete sie weiter.
| Satellit                 | Start             | Ende              | Bemerkungen                |
| ------------------------ | ----------------- | ----------------- | -------------------------- |
| Meteosat-1               | 23. November 1977 | 25. November 1979 | Radiometer-Ausfall         |
| Meteosat-2               | 19. Juni 1981     | 11. August 1988   | in Friedhofsorbit gebracht |
| Meteosat-3 (Meteosat-P2) | 15. Juni 1988     | 31. Mai 1995      | Prototyp als Notbehelf     |
| Meteosat-4 (MOP-1)       | 6. März 1989      | 8. November 1995  | abgeschaltet               |
| Meteosat-5 (MOP-2)       | 2. März 1991      | 16. April 2007    | in Friedhofsorbit gebracht |
| Meteosat-6 (MOP-3)       | 19. November 1993 | 15. April 2011    | inaktiv nach Signalverlust |
| Meteosat-7 (MOP-4, MTP)  | 2. September 1997 | 31. März 2017     | in Friedhofsorbit gebracht |

## Meteosat (zweite Generation) – Technik und Daten
Anfang 2004 ging der erste Meteosat-Satellit der zweiten Generation (kurz MSG-1 für Meteosat Second Generation) operationell in Betrieb. Astrium zeichnet verantwortlich für das Hauptmessinstrument SEVIRI (Spinning Enhanced Visible and InfraRed Imager) und die Untersysteme (Energieversorgung, Bahn- und Lageregelung sowie Antrieb) des Satelliten. Nach erfolgreichem Abschluss der Testphase wurde er in Meteosat-8 umbenannt. Meteosat 8 arbeitet seit dem zweiten Quartal 2008. Er ersetzte Meteosat-7 im Februar 2017.

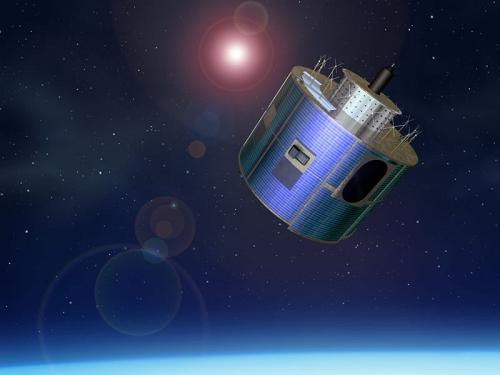
Meteosat/MSG (2. Generation)

Am 21. Dezember 2005 wurde der zweite MSG-Satellit mit Hilfe einer europäischen Ariane 5GS Trägerrakete in den Orbit gebracht. Er nahm 2006 als Meteosat-9 den operationellen Betrieb auf und befand sich im November 2019 bei 3,5°Ost. Die Bildgröße beträgt im HRV-Kanal (SW/panchromatisch) 11136 × 11136 Pixel mit einer Ortsauflösung von bis zu 1×1 km² im Bereich des Bildzentrums (0° nördliche Breite, 0° östliche Länge). Die Bildauflösung würde damit einer 124-Megapixel-Digitalkamera entsprechen. Die restlichen der zwölf Kanäle erzeugen Bilder einer Größe von 3712 × 3712 Pixeln bei einer Auflösung von ungefähr 3×3 km² im Bildzentrum. Aufgrund der geostationären Aufnahmegeometrie nimmt die Auflösung zu den Rändern hin ab, bzw. die von einem Pixel abgebildete Fläche der Erde nimmt zu den Rändern hin zu.
Vier der zwölf Beobachtungskanäle erfassen den sichtbaren Bereich des Lichts, acht den Infrarotbereich. Zwei davon liegen in Bereichen, in denen die Absorption von Strahlung durch Wasserdampf in der Atmosphäre stark ist. Damit kann das Wettergeschehen inklusive einer Abschätzung des Wasserdampfgehaltes in verschiedenen Höhenschichten der Atmosphäre erfasst werden. Alle Kanäle zusammen schicken 20-mal mehr Daten zur Erde als die Vorgängersatelliten. Die hohe Bildwiederholfrequenz ermöglicht eine genaue Vorhersage von Windrichtung und -geschwindigkeit durch den Vergleich von zwei aufeinanderfolgenden Aufnahmen in 15 Minuten Abstand. Durch die Kombination mehrerer Kanäle können unterschiedliche Wolkenarten (z. B. Eiswolken) erkannt werden. Auch Schneeflächen lassen sich damit eindeutig von Eiswolken unterscheiden.
Der neue Satellit soll insgesamt sieben Jahre betrieben werden. Weitere MSG-Satelliten sollen folgen und bis 2018 arbeiten.
Details zum MSG-Teleskop Seviri (Spinning enhanced visible and infrared imager):
Umdrehungsgeschwindigkeit des Satelliten: 100 min−1
Auflösung:
3 Linien (9 Linien Hochauflösung) pro Scan (Umdrehung)
1250 Scans (Umdrehungen) pro Bild, entsprechend zwölf Minuten pro Bild zzgl. drei Minuten pro Bild für Kalibrierung
Kontrastumfang: 10 Bit
Hochauflösung: 5568 × 11136 Pixel (1 km Auflösung)
normale Auflösung: 3712 × 3712 Pixel (3 km Auflösung)
12 Bildkanäle:
2 Kanäle selektiv im sichtbaren Bereich von 0,5–0,8 µm
1 Kanal im nahen Infrarot-Bereich 1,5–1,8 µm
1 Breitband-Hochauflösungskanal 0,4–1,1 µm
8 Infrarot-Kanäle 3,4–14 µm
Optische Apertur: 50×80 cm²
Datenmenge: 3,26 Mbps
| Satellit            | Start             | Ende         | Bemerkungen                |
| ------------------- | ----------------- | ------------ | -------------------------- |
| Meteosat-8 (MSG-1)  | 28. August 2002   | 1. Juli 2022 | in Friedhofsorbit gebracht |
| Meteosat-9 (MSG-2)  | 22. Dezember 2005 | ca. Mai 2027 | aktiv                      |
| Meteosat-10 (MSG-3) | 5. Juli 2012      | voraus. 2030 | aktiv                      |
| Meteosat-11 (MSG-4) | 15. Juli 2015     | voraus. 2033 | aktiv                      |

Meteosat-8 pendelte im aktiven Betrieb bei ca. 6° Bahnneigung um die Position 41,5° Ost.

## Meteosat (dritte Generation)

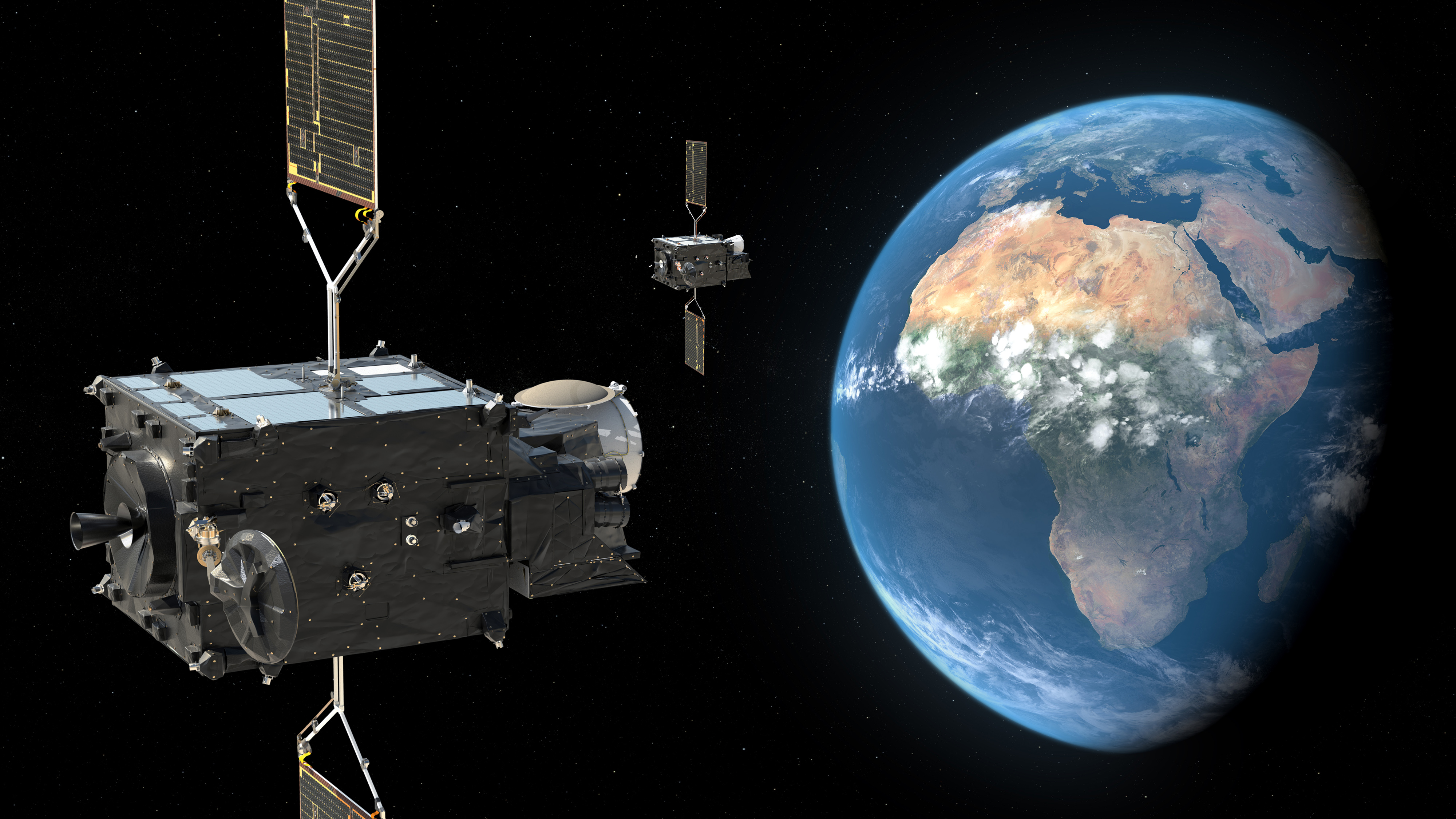
Künstlerische Darstellung eines MTG-I Satelliten (im Vordergrund) und eines MTG-S Satelliten (im Hintergrund)

Meteosat-12, der erste Satellit der Meteosat Third Generation (MTG), wurde am 4. Dezember 2024 offiziell in den operativen Betrieb genommen. Damit begann die praktische Nutzung seiner Daten durch nationale Wetterdienste und andere Nutzer. Der Satellit wurde bereits am 13. Dezember 2022 gestartet, damals noch unter der Bezeichnung MTG-Imager 1. Die zweijährige Zeitspanne zwischen Start und Inbetriebnahme wurde notwendig, weil ein Fehler in einem Modul des Flexible Combined Imager behoben werden musste. Der Satellit musste zudem in die zugewiesene geostationäre Orbitposition über dem Nullmeridian (0 Grad) gebracht werden, umfangreiche technische Prüfungen aller Bordinstrumente und Langzeittests zur Sicherstellung der Zuverlässigkeit wurden durchgeführt. Mit seiner Inbetriebnahme erhielt der Satellit dann offiziell den Namen Meteosat-12.

### Planung
Aufgrund der Anzahl und des Gewichts der für die Meteosat Third Generation (MTG) vorgesehenen Messinstrumente hatte EUMETSAT beschlossen, diese auf zwei Plattformen (Satelliten) zu verteilen (Twin Setup).
Deren Aufgaben wurden 2006 spezifiziert. Diskutiert wurden:
- Fotografische Aufnahmen der Erde in kurzen Zeitabständen mit hoher spektraler Auflösung
- Erfassung von Gewittern und Blitzen
- Erfassung der Infrarot- und Ultraviolettstrahlung der Erde.

| Satellit             | Startdatum               | Missionsstand  |
| -------------------- | ------------------------ | -------------- |
| Meteosat-12 (MTG-I1) | 13. Dezember 2022        | aktiv          |
| Meteosat-13 (MTG-S1) | 1. Juli 2025             | Inbetriebnahme |
| Meteosat-14 (MTG-I2) | 2./3. Quartal 2026       | geplant        |
| Meteosat-15 (MTG-I3) | 2033                     | geplant        |
| Meteosat-16 (MTG-S2) | ca. 10 Jahre nach MTG-S1 | geplant        |
| Meteosat-17 (MTG-I4) | ca. 10 Jahre nach MTG-I3 | geplant        |

Anfang Dezember 2008 wurden weitere Details des MTG-Programmes bekannt gegeben. Danach sollte 2015 zunächst der erste MTG-I mit einem Flexible Combined Imager (FCI) starten. Das FCI ist ein abbildendes Instrument. Zusätzlich soll er mit einem Blitzdetektor, dem Lightning Imager (LI), ausgestattet werden. Der erste MTG-S sollte dann 2017 starten. Dieser wird mit dem Infrared Sounder (IRS) ein Instrumente für Infrarotstrahlung tragen. Außerdem sollen die MTG-S-Satelliten das Instrument Ultra Violett and Near Infrared Sounder (UVN) tragen, das Teil der Sentinel-4 Mission ist.
Es sollten vier MTG-I-Satelliten und zwei MTG-S-Satelliten gebaut werden, von welchen der erste am 13. Dezember 2022 gestartet wurde.
Nach langen Verhandlungen über die Größe der Arbeitsanteile zwischen Deutschland und Frankreich unterzeichnete die ESA am 24. Februar 2012 mit dem Hauptauftragnehmer Thales Alenia Space den MTG-Vertrag. Der dreiachsig stabilisierte SmallGEO-Satellitenbus der sechs Satelliten wird von OHB gebaut. Ebenfalls stellt OHB die zwei MTG-S-Satelliten mit einem Infrarotinstrument (IRS) von Kayser-Threde fertig, während Thales Alenia Space die MTG-I-Satelliten montiert.

### Satelliten
Die MTG-I-Satelliten sind etwa 3,6 t schwer (davon 2 t Treibstoff) und haben beim Start eine Größe von 2,3 × 2,8 × 5,2 m und eine geplante Lebensdauer von 8,5 Jahren. Sie sind mit den Instrumenten FCI (Flexible Combined Imager), LI (Lightning Imager), DCS (Data Collection and Retransmission Service) und GEOSAR (Geostationary Search and Rescue Relay) ausgerüstet. Das FCI Instrument kann aus einer geostationären Umlaufbahn die gesamte zugewandte Erdoberfläche alle 10 Minuten in 16 Kanälen mit einer räumlichen Auflösung von 1–2 km aufnehmen. In einem alternativen Modus kann es ein Viertel der Erdoberfläche in vier Kanälen mit einer Wiederholungsrate von 2,5 Minuten mit einer in einigen Kanälen doppelt so hohen Auflösung erfassen. Das Instrument wird gegenüber der Vorgängergeneration verbesserte meteorologische Informationen für Wetterberichte, Prognosen von Wetterkatastrophen und Frühwarnsysteme über die Abläufe der atmosphärischen Wasserzyklen liefern. Daneben liefert es auch Daten für das Aufspüren und Beobachten von Waldbränden. Das LI Instrument lokalisiert auf fast der gesamten sichtbaren Erdoberfläche kontinuierlich Blitzentladungen, die sich in den Wolken oder zwischen Wolke und Boden ereignen. Es arbeitet auf einer Wellenlänge von 777,4 nm und erreicht eine maximale räumlichen Auflösung von 4,5 km. Das DCS System empfängt und übermittelt Daten von am Boden, auf Bojen, Schiffen oder in Ballons installierten Messgeräten der Data Collection Platforms (DCP). Der geostationären Such- und Rettungsdienst (GEOSAR) übermittelt Informationen im Rahmen des internationalen Systems COSPAS-SARSAT.
Die MTG-S-Satelliten sind beim Start etwa 3,8 t schwer (davon 2 t Treibstoff) und haben eine Größe von 2,3 × 2,8 × 5,2 m und eine geplante Lebensdauer von 8,5 Jahren. Sie sind mit den Instrumenten IRS (Hyperspectral Infrared Sounder) und Copernicus Sentinel-4 UVN (Ultra-violet, Visible and Near-Infrared Sounder) ausgerüstet. Das IRS Instrument liefert hyperspektrale Bilder der gesamten sichtbaren Erdoberfläche im langwelligen Infrarotbereich (LWIR: 700–1210 cm−1) und einem mittelwelligen Infrarotbereich (MWIR: 1600–2175 cm−1) mit einer Auflösung von maximal 4 km. Es soll damit über Europa alle 30 Minuten Höhenprofile der Verteilung und Bewegung atmosphärischen Wasserdampfs und der Temperatur liefern und so das Verständnis ihrer komplexen chemischen Zusammensetzung erweitern. Es soll so zur Verbesserung der langfristigen Wettervorhersage beitragen. Das UVN Instrument liefert für Europa im Stundentakt Messungen in drei Spektralbändern (UV: 290 – 400 nm; VIS: 400 – 500 nm, NIR: 755 – 775 nm) mit einer räumlichen Auflösung von unter 10 km ab. In Verbindung mit dem IRS soll es weitere Erkenntnisse über die Atmosphärenchemie der Erde liefern.

## Geschichte und Zukunft

### Chronologie

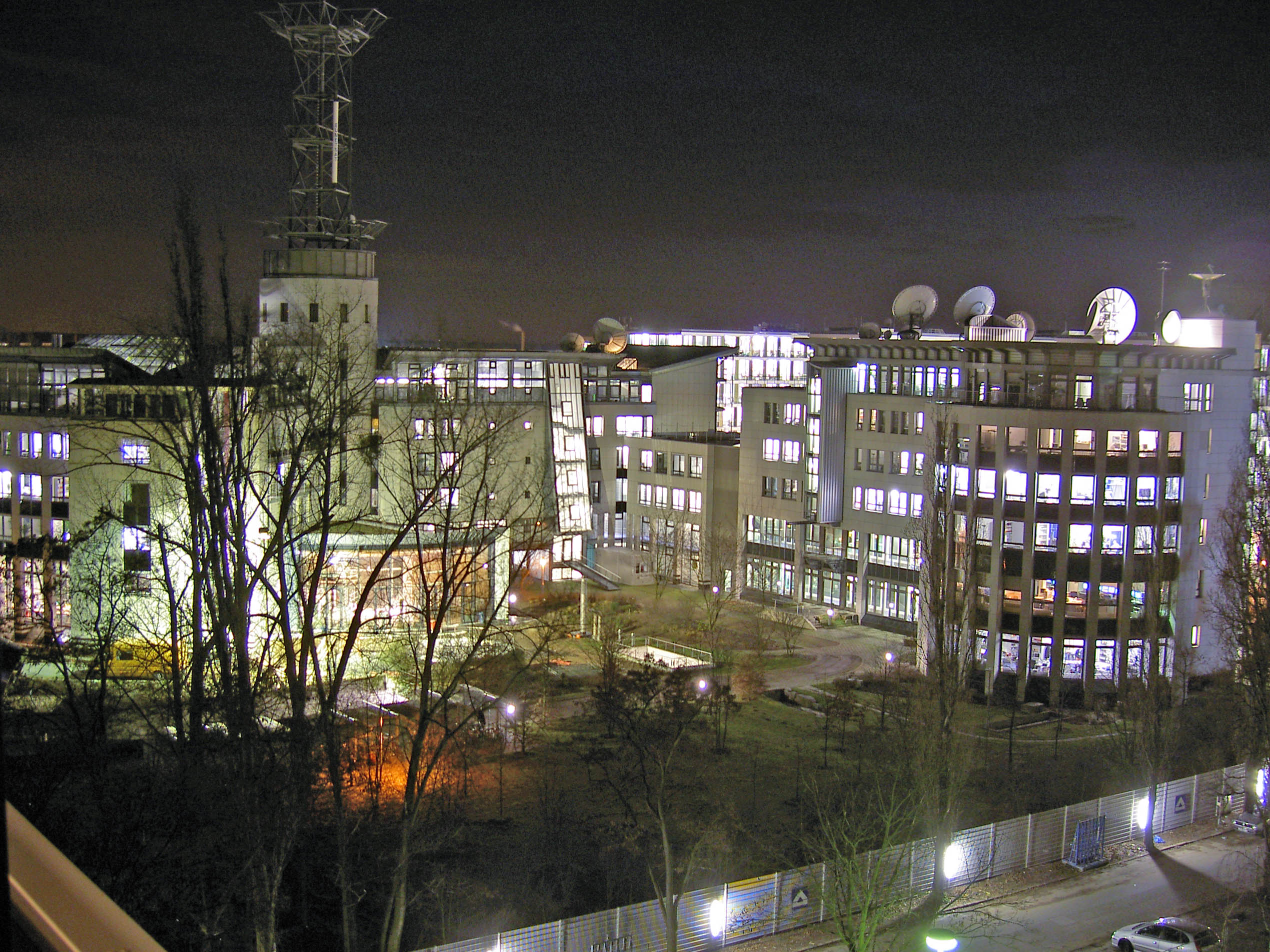
EUMETSAT-Zentrale in Darmstadt

- Anfang der 1970er – Die ESA (European Space Agency) beginnt mit den Planungen zu einem europäischen Wettersatelliten-System.
- 23. November 1977 – Der erste europäische Wettersatellit Meteosat wird von Cape Canaveral (USA) aus mit einer Delta-Rakete gestartet.
- November 1979 – Das Radiometer des Satelliten Meteosat-1 fällt aus.
- 19. Juni 1981 – Meteosat-2 wird von Kourou (Französisch-Guayana) aus gestartet, wie alle weiteren europäischen Satelliten. Der Satellit wird mit einer Rakete des Typs Ariane 1 in die Umlaufbahn gebracht.
- ab 1986 – Die Aufbereitung der von Meteosat gelieferten Daten wird von EUMETSAT (Europe’s Meteorological Satellite Organization) übernommen.
- 15. Juni 1988 – Meteosat-P2 (P = Prototyp) wird als Notbehelf in den Orbit geschickt, da das Radiometer von Meteosat-2 ausgefallen war. (Theoretisch kann er auch Meteosat-3 genannt werden.)
- 6. März 1989 – Meteosat-4 wird als erster operationeller Satellit (Meteosat Operational Program 1 – MOP 1) des Meteosat-Satelliten-Systems in den Orbit geschickt.
- 2. März 1991 – Meteosat-5 (oder MOP 2) wird gestartet.
- August 1991 – Meteosat-P2 wird vorübergehend auf eine Position bei 50° westlicher Länge verschoben, die er im September erreicht. Er unterstützt dort den amerikanischen GOES-E.
- Januar 1992 – Meteosat-2 hat den Treibstoff aufgebraucht und wird aus dem geostationären Orbit in einen Friedhofsorbit manövriert.
- 19. November 1993 – Meteosat-6 (oder MOP 3) wird gestartet
- Dezember 1995 – Datenaufbereitung, Projektplanung und Durchführung von Meteosat liegen nun komplett bei EUMETSAT.
- Dezember 1995 – Meteosat-3 und Meteosat-4 werden nach Aufbrauchen des Treibstoffs in einen Friedhofsorbit gebracht.
- 2. September 1997 – Meteosat-7 (oder Meteosat Transition Program 1 – MTP 1), der letzte Meteosat-Satellit der ersten Generation wird gestartet.
- Anfang 1998 – Meteosat-5 wird in die neue Position bei 63° östliche Länge gebracht, da die Daten des dort eigentlich positionierten indischen INSAT nicht verfügbar sind.
- Juni 1998 – Meteosat-7 wird der operationelle Satellit (Meteosat-6 steht als Reservesatellit an gleicher Position zur Verfügung)
- 28. August 2002 um 22:45 UTC – Erfolgreicher Start von MSG-1 (nun Meteosat-8), und damit Beginn der Phase der zweiten Meteosat-Generation.
- 28. November 2002 – Meteosat-8 (vormals MSG-1) liefert die ersten Bilder zur Erde. Zum ersten Mal stehen nun 12 Kanäle für die Wetterbeobachtung zur Verfügung.
- 29. Januar 2004 – Meteosat-8 wird der operationelle Satellit.
- März 2005 – Meteosat-5 kann nun Daten des neuen Tsunami-Warnsystems empfangen (Indian Ocean Data Collecting – IODC) und an die Bodenstation weiterleiten.
- 21. Dezember 2005 – Meteosat-9 (MSG-2) wird gestartet.
- 14. Juni 2006 – Meteosat-7 stellt seinen bisherigen Dienst ein und wird über dem Indischen Ozean platziert, um zukünftig Meteosat-5 zu ersetzen.
- 11. April 2007 – Meteosat-9 wird der operationelle Satellit. Meteosat-8 wird der Reservesatellit.
- 26. April 2007 – Meteosat-5 wird abgeschaltet und aus dem geostationären Orbit manövriert.
- 15. April 2011 – Meteosat-6 wird nach Verbrauch seiner Treibstoffvorräte in einen höheren Friedhofsorbit manövriert und abgeschaltet. Die letzten Bilder hatte er am 11. April 2011 zur Erde übertragen. Von den Satelliten der ersten Generation von Meteosat-Satelliten ist jetzt nur noch Meteosat 7 im Dienst (bei 57,5° Ost).
- 5. Juli 2012 – MSG-3 wird planmäßig um 23:36 Uhr mitteleuropäischer Sommerzeit mit einer Ariane-5-Trägerrakete vom Weltraumbahnhof in Kourou in Französisch-Guayana ins All gebracht.
- 7. August 2012 – Meteosat-10 (MSG-3) übermittelt während seiner 6-monatigen Erprobung das erste Bild[20]
- 18. Dezember 2012  MSG-3 wird nach Abschluss der Erprobung (auf ca. 3,5° West[21]) in Meteosat-10 umbenannt. Nach den Planungen sollte Meteosat-10 seine endgültige Position bei 0° am 21. Januar 2013 erreichen und Hauptsatellit werden.[22]
- 15. Juli 2015 – MSG-4 wird um 23:42 Uhr mitteleuropäischer Sommerzeit mit einer Ariane-5-Trägerrakete vom Weltraumbahnhof in Kourou in Französisch-Guayana ins All gebracht und bei 3,4° West geparkt.[23][24]
- 1. Februar 2017 – Meteosat-8 ersetzt Meteosat-7[4]
- 20. Februar 2018 – MSG-4 geht unter dem Namen Meteosat 11 an der Position 0° in Dienst.[25][2]
- 6. Oktober 2022 – geplantes Ende der Lebensdauer von Meteosat-8 (in einen Friedhofsorbit manövriert)[4][26]
- 13. Dezember 2022 – Start des ersten Satelliten der dritten Generation, Meteosat 12.[16]
- 4. Dezember 2024 – Meteosat 12 geht in den operationellen Betrieb[27]
- 1. Juni 2025 – Meteosat 13 (MTG-S1) erfolgreich gestartet[28]
- 16. Juni 2025 – Meteosat 12 löst Meteosat 10 an der Position 0° ab[29]

### Zukunft
- 2027 – geplantes Ende der Lebensdauer von Meteosat-9[2]
- 2030 – geplantes Ende der Lebensdauer von Meteosat-10[2]
- 2033 – geplantes Ende der Lebensdauer von Meteosat-11[2]